# Họ Cự đà
Họ Cự đà, danh pháp khoa học Iguanidae, là một họ thằn lằn bao gồm cự đà (nhông gai lưng) và các loài họ hàng của nó.

## Hình ảnh

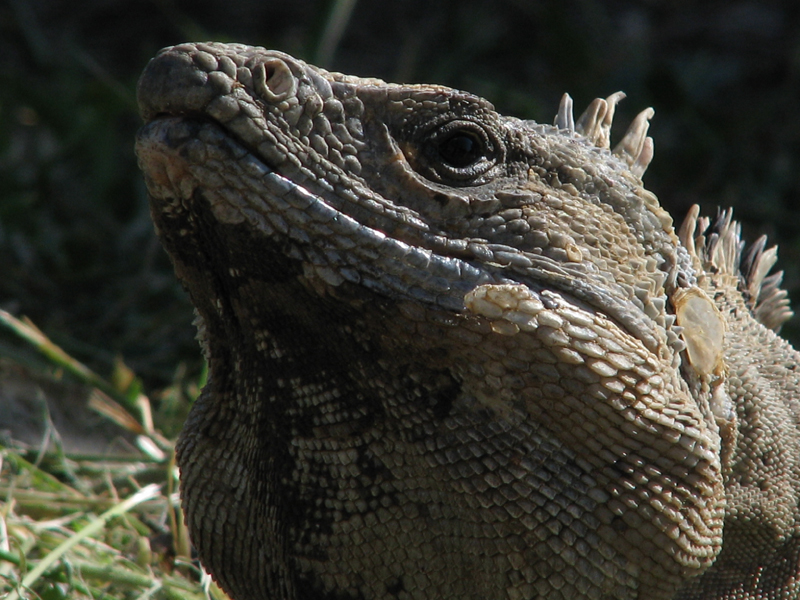
Ctenosaura similis, Tulum, México
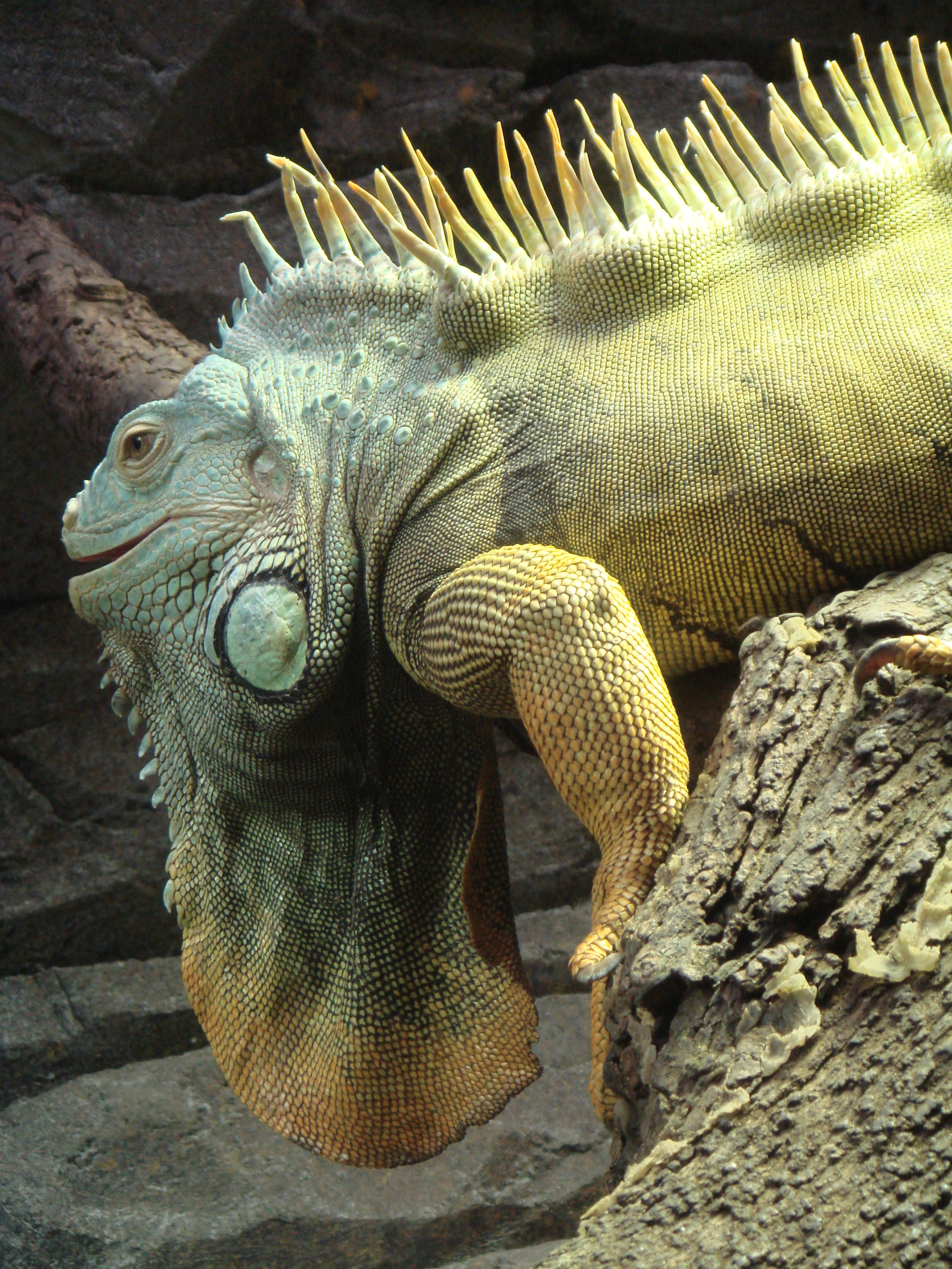
Kỳ nhông xanh
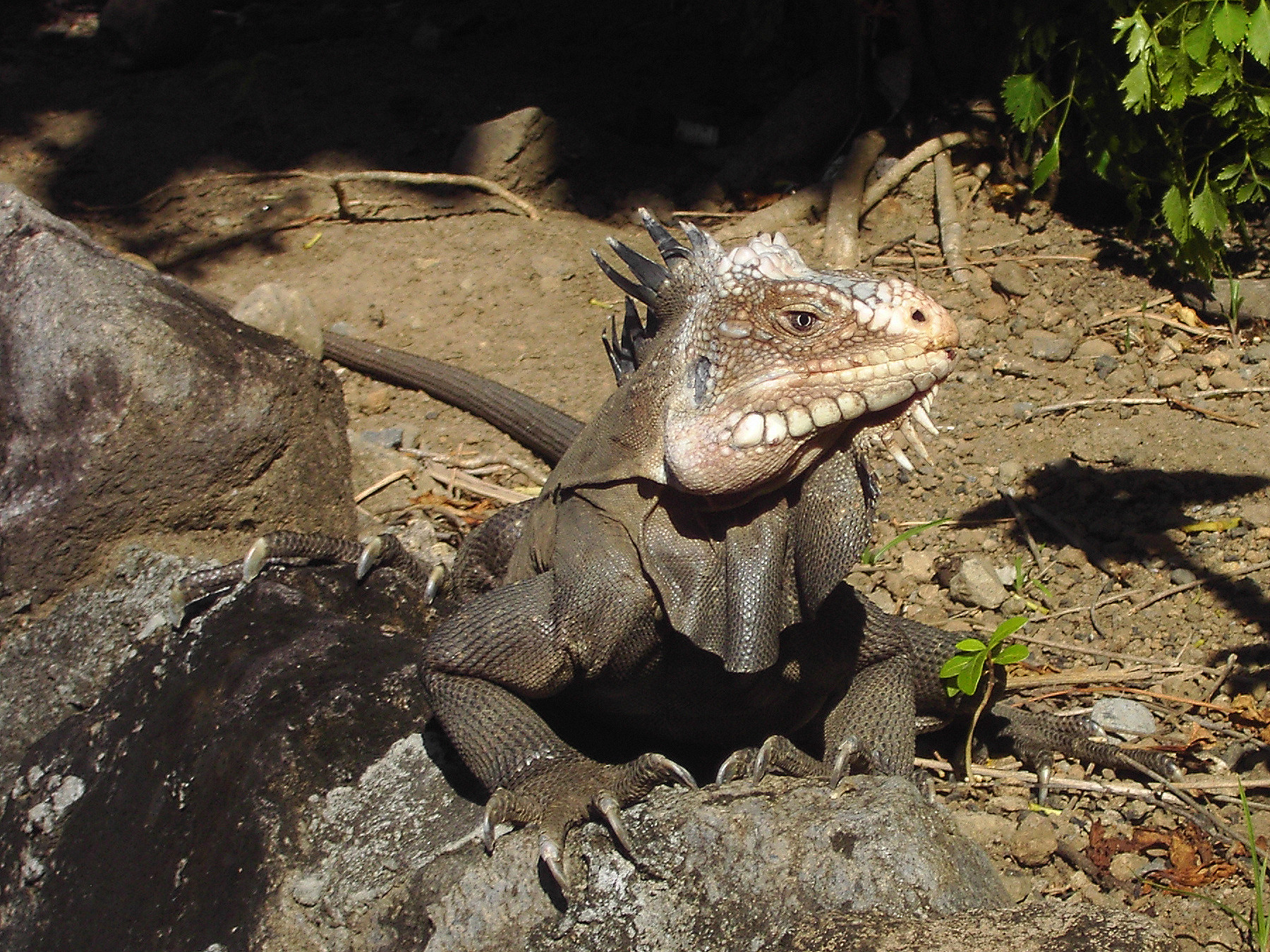
Lesser Antillean iguana, Dominica, W.I.
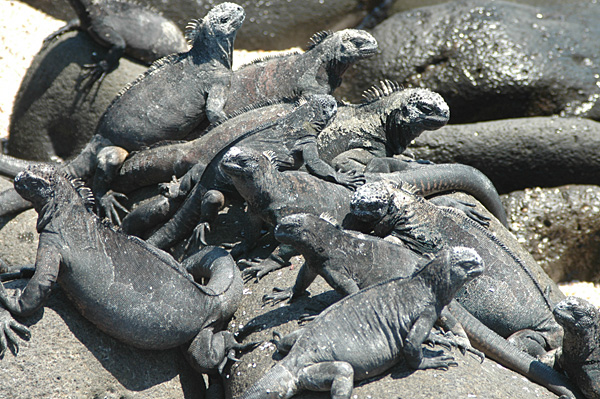
Kỳ nhông biển, Quần đảo Galapagos
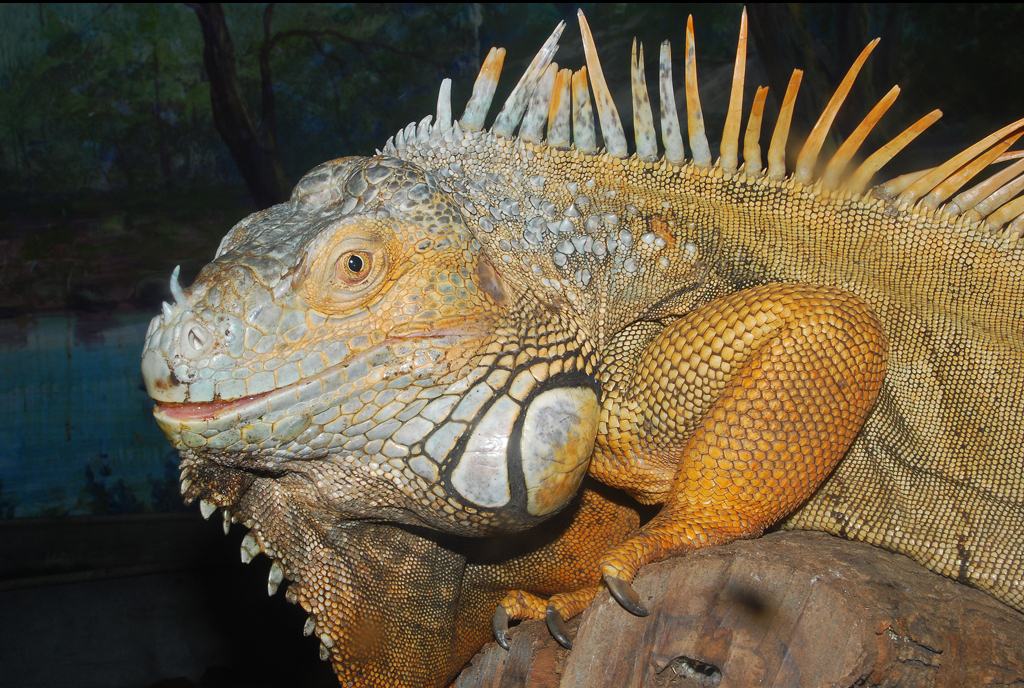
Iguana iguana, ờ Hy Lạp, 2008
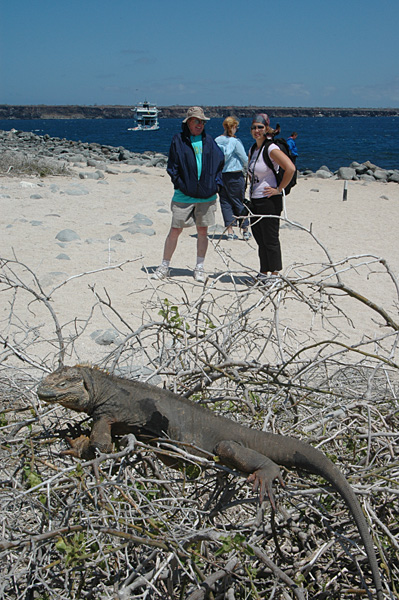
Conolophus subcristatus, Quần đảo Galapagos
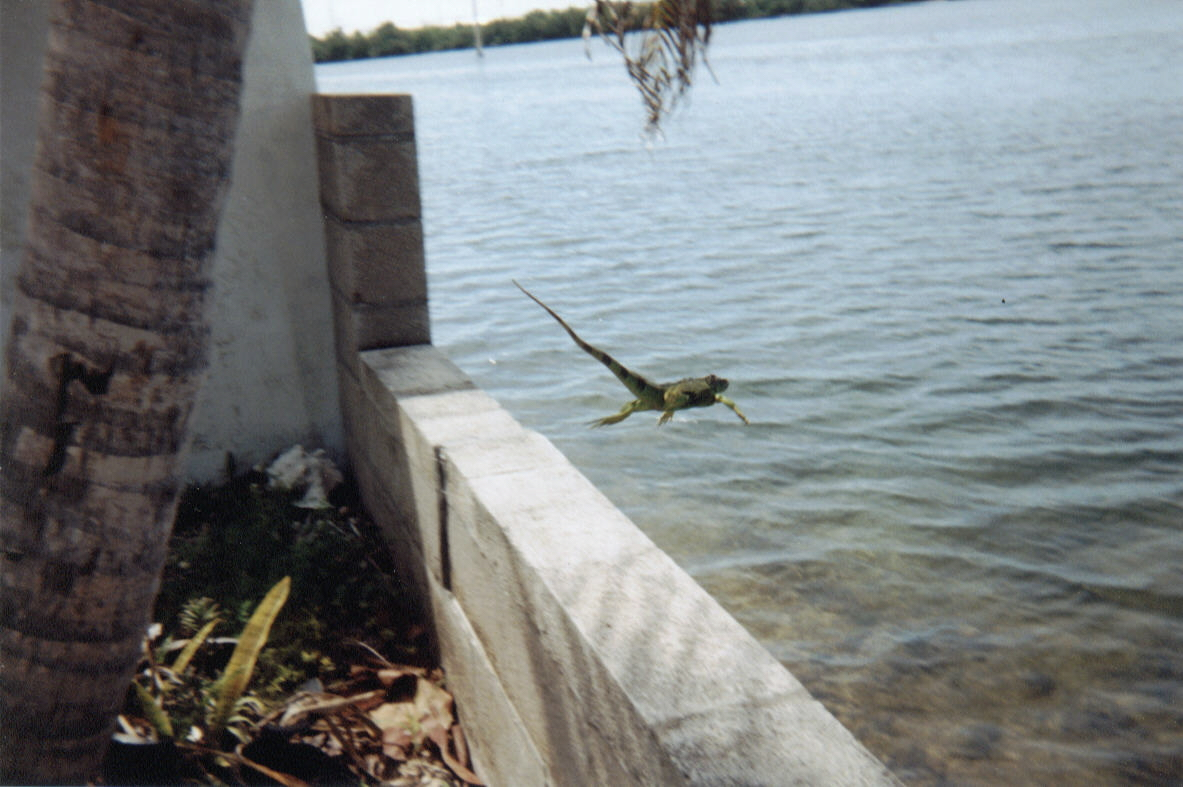
Iguana ở Florida Keys, đang lặn xuống biển
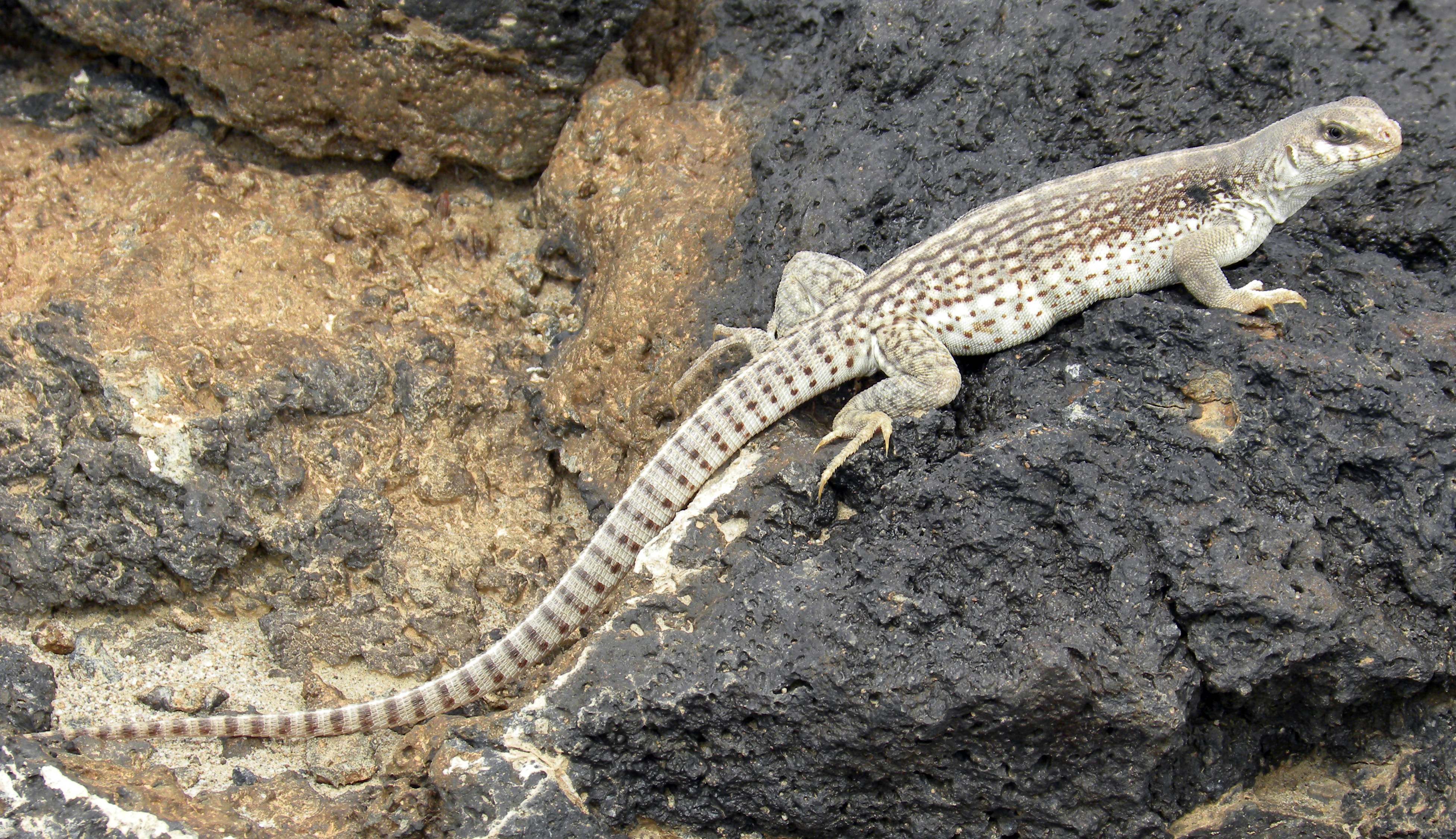
Dipsosaurus dorsalis (kỳ nhông sa mạc) ở Amboy Crater, California
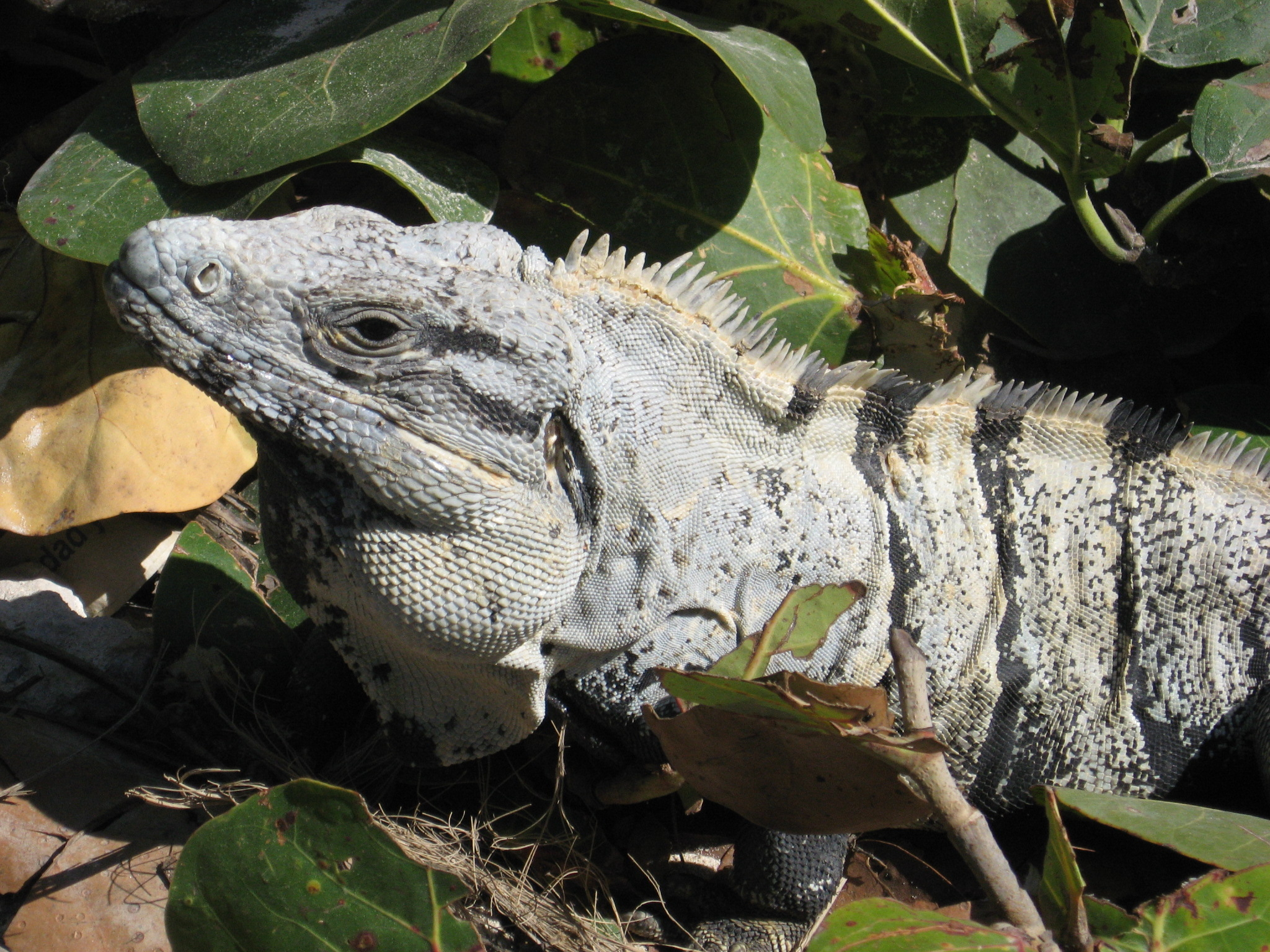
Ctenosaura similis, Tulum, México